# Wolfgang Engels (Schauspieler)
Wolfgang Engels (* 13. Mai 1908 in Braunschweig; † 1983) war ein deutscher Schauspieler, Theaterleiter, Hörspiel- und Synchronsprecher.

## Leben
Wolfgang Engels begann seine Theaterlaufbahn 1928 am Leipziger Schauspielhaus, bis 1932 spielte er des Weiteren am Staatstheater Dresden und auf den Bühnen in Erfurt, Freiburg i. Breisgau, Halberstadt und Krefeld. In der Spielzeit 1940/41 war er in Darmstadt engagiert. Ab 1945 leitete Engels drei Jahre lang das Stadttheater Konstanz und wechselte dann nach Bremen, wo er bis 1954 blieb. Später wirkte er noch in Bonn, Kassel und an der Landesbühne Hannover.
Seit Ende der 1950er-Jahre war Wolfgang Engels in einer Vielzahl von Fernsehproduktionen zu sehen, erstmals in dem 1957 entstandenen Fernsehfilm Korruption unter der Regie von Franz-Peter Wirth. Ferner sah man ihn u. a. in dem Straßenfeger Der Tod läuft hinterher (1967), in dem Fünfteiler Bauern, Bonzen und Bomben nach Hans Fallada (1973) und in mehreren Folgen der Krimiserie Der Kommissar.
Als Synchronsprecher lieh Wolfgang Engels u. a. Jean Gabin (Martin Roumagnac, 1946), Eric Porter (Der Untergang des Römischen Reiches, 1964) und Peter Cushing (Die Todeskarten des Dr. Schreck, 1965) seine Stimme.
Darüber hinaus war Engels umfangreich an Hörspielproduktionen beteiligt, so z. B. in Totentanz von Wolfgang Weyrauch oder Trommeln in der Nacht von Bertolt Brecht.
Wolfgang Engels war verheiratet mit der Opernsängerin Hannefried Grether.

## Filmografie (Auswahl)
| - 1957: Korruption - 1963: Freunde wie Wölfe - 1964: Polizeirevier Davidswache - 1965: Party im Zwielicht - 1965: Das Haus - 1965: Doktor Murkes gesammelte Nachrufe - 1966: Der Mitbürger - 1966: Ein Schloß - 1967: In aller Stille - 1967: Die Letzten - 1967: Phädra - 1967: Die seltsamen Methoden des Franz Josef Wanninger – Diener gesucht - 1967: König Ödipus - 1967: Dieser Platonow... - 1967: Die fünfte Kolonne – Ein Anruf aus der Zone - 1967: Der Tod läuft hinterher - 1968: Schinderhannes - 1968: Ein Bürger von Calais - 1968: Versetzung - 1968: Der Richter von Zalamea - 1968: Graf Öderland - 1968: Ping Pong - 1969: Peter Brauer - 1969: Die Kleinbürger - 1969: Mond über dem Fluß - 1969: Goldene Städte - 1969: Der Kommissar – Ein Mädchen meldet sich nicht mehr - 1970: Recht auf Gewissen | - 1970: Der Tod des Deputierten Jean Jaurès - 1970: Die blinden Ameisen - 1970: Pater Brown – Der Vamp von Protters Pond - 1970: Der Kommissar – ...wie die Wölfe - 1971: Die Journalistin – Affäre Pagel - 1971: Ein Vogel bin ich nicht - 1971: Der verliebte Teufel - 1971: Operation Walküre - 1971: Narrenspiegel - 1971: Iwanow - 1971: Der Kommissar – Der Tod des Herrn Kurusch - 1972: Land - 1972: Hamburg Transit – Mord auf Spesenkonto - 1972: Deutsche Novelle - 1973: Bauern, Bonzen und Bomben - 1974: Aus Liebe zum Sport – Die Reise - 1974: Nebel - 1974: Graf Yoster gibt sich die Ehre – Vier Herren spielen Poker - 1974: Der Kommissar – Drei Brüder - 1974: Telerop 2009 – Es ist noch was zu retten – Wir dürfen in die Boote - 1974: Trotzki in Coyoacán - 1975: Sonderdezernat K1 – Sackgasse - 1975: PS - Geschichten ums Auto - 1975: Berlin – 0:00 bis 24:00 - 1975: Zahnschmerzen - 1975: Watussi - 1977: Generale – Anatomie der Marneschlacht - 1978: Gesucht wird … – Emil Beermann |

## Hörspiele (Auswahl)
| - 1948: Von Mäusen und Menschen – Regie: Gert Westphal - 1948: Das flandrische Weihnachtsspiel – Regie: Gert Westphal - 1949: Das Zeitalter der Angst – Regie: Gert Westphal - 1949: Monte Cassino – Regie: Gert Westphal - 1950: Der Schnee vom Kilimandscharo – Regie: Heinz-Günter Stamm - 1950: Der blinde Geronimo und sein Bruder – Regie: Günter Siebert - 1951: Der Kaiser von Amerika – Regie: Karl Peter Biltz - 1951: Der Bahnwärter – Regie: Heinz-Günter Stamm - 1952: Caesar und Cleopatra – Regie: Theodor Steiner - 1952: Nausikaa und Odysseus – Regie: Carl Nagel - 1953: Das Schiff der Verdammten – Regie: Oswald Döpke - 1953: Heroische Komödie – Regie: Peter Arthur Stiller - 1954: König Nicolo – Regie: Wilhelm Semmelroth - 1954: Die Stunde nach zwölf – Regie: Carl Nagel - 1955: Um Großes zu beginnen – Regie: Armas Sten Fühler - 1955: Tote Seelen – Regie: Carl Nagel - 1955: Hans Fallada: Der Trinker – Regie: Ludwig Cremer - 1956: Polizeiakte X. Eine Sendereihe aus der Praxis der Kriminalistik (1. Folge: Vier Jahre danach) – Regie: Günter Bommert - 1956: Eine gut befestigte Stadt – Regie: Carl Nagel - 1957: Die Mauer – Regie: Oswald Döpke - 1957: Giordano Bruno – Regie: Theodor Steiner - 1958: Im Jahre neun ... – Regie: Carl Nagel - 1958: Das Traumkissen – Regie: Carl Nagel - 1959: Die Farm der Tiere – Regie: Günter Bommert - 1959: Guter Nachbar gesucht – Regie: Hans Rosenhauer - 1960: Heute abend kam Besuch – Regie: Ulrich Lauterbach - 1960: Das Museum der Krüge – Regie: Ernst Drolinvaux - 1961: Der Mörder bin ich oder: 20 Tote und kein Mörder – Regie: Albert Pelle - 1961: Die Zeiten ändern sich – Regie: Oswald Döpke - 1961: Wolfgang Weyrauch: Totentanz (General) – Regie: Martin Walser (BR/NDR) - 1962: Der Blaumilchkanal – Regie: Horst Loebe - 1962: Noah bricht auf – Regie: Roland H. Wiegenstein | - 1963: Kreuzverhör – Regie: Ulrich Lauterbach - 1963: Der Lokalredakteur – Regie: Horst Loebe - 1964: Trommeln in der Nacht – Regie: Günter Bommert - 1964: Solo für Störtebeker – Regie: Raoul Wolfgang Schnell - 1965: Mare Nostrum – Regie: Fritz Schröder-Jahn - 1965: Smetse Smee – Regie: Gustav Burmester - 1966: Sieben gute Eigenschaften – Regie: Gustav Burmester - 1966: Fred Hoyle: Die schwarze Wolke (Dr. Herrick) – Regie: Otto Düben (Hörspielbearbeitung, Science-Fiction-Hörspiel – WDR) - 1966: Francis Durbridge: Paul Temple und der Fall Genf – Regie: Otto Düben (Original-Hörspiel, Kriminalhörspiel – WDR) - 1967: Klauböcke und Spione – Regie: Wolfram Rosemann - 1967: Aufstiegsspiele – Regie: Hans Gerd Krogmann - 1968: Dialog am Vorabend einer Gerichtsverhandlung – Regie: Fränze Roloff - 1968: Prozeß in Nürnberg – Regie: Raoul Wolfgang Schnell - 1969: Die Nebenklägerin – Regie: Jan Fuchs - 1969: Das Feld – Regie: Gustav Burmester - 1970: 2000 Bäume – Regie: Otto Düben - 1970: Sonderaktion Epsilon – Regie: Otto Düben - 1971: Adam Riese und der große Krieg – Regie: Oswald Döpke - 1971: Das Experiment – Regie: Fritz Schröder-Jahn - 1972: Das Fest des Königs Ahab – Regie: Hein Bruehl - 1972: Sie sind mein Zeuge – Regie: Oswald Döpke - 1973: Begrenzte Veränderung – Regie: Hans Gerd Krogmann - 1973: Dreimal Zeit – Regie: Raoul Wolfgang Schnell - 1973: Portrait einer dicken Frau – Regie: Mathias Neumann - 1974: Schnelles Geld – Regie: Hans Gerd Krogmann - 1974: Ich, Heinrich von Kleist, kann da im Grund für alle Schriftsteller sprechen, liebe Lehrerinnen und Lehrer – Regie: Horst Loebe - 1975: Die Reparatur – Regie: Hans Gerd Krogmann - 1976: Bericht von einer Forschungsreise – Regie: Heiner Schmidt - 1976: Reise in eine verhangene Landschaft voller Katastrophen – Regie: Hans Rosenhauer - 1977: Der letzte Tag von Lissabon – Regie: Hans Rosenhauer - 1978: Ein Halsband für die Königin – Regie: Heinz Wilhelm Schwarz - 1979: Der Mann aus Granada – Regie: Otto Düben |